# Bloch: Ein Fleck auf der Haut
Ein Fleck auf der Haut ist ein deutscher Fernsehfilm von Stephan Wagner aus dem Jahr 2004. Es ist die fünfte Episode der Fernsehreihe Bloch.

## Handlung
Magdalena wendet sich hilfesuchend an Dr. Maximilian Bloch, denn ihr Körper weigert sich, jegliche Nahrung aufzunehmen. Sie befindet sich daher im Krankenhaus am Tropf. Die junge Frau lebt mit ihren religiös erzogenen und unnahbaren Eltern auf einem Hof. Bloch will sich gerne mit den Eltern unterhalten, doch diese mauern, wie auch ihr Freund Josef. Als sich bei Magdalena ein Stigma auf der Haut bildet, wird Bloch einiges klar.

## Produktion
Ein Fleck auf der Haut wurde 2003 in Baden-Baden, Rastatt und Karlsruhe gedreht und am 4. Februar 2004 im Rahmen der ARD-Reihe „FilmMittwoch im Ersten“ um 20:15 Uhr erstausgestrahlt.

## Kritik
Die Kritiker der Fernsehzeitschrift TV Spielfilm vergaben dem Film die bestmögliche Wertung, sie zeigten mit dem Daumen nach oben. Sie konstatierten: „Stark: Hebt sich wohltuend vom Psychobrei der meisten TV-Filme ab. Fazit: Die Diagnose: Bei Bloch werden alle schwach!“.